# 이와시타 게이스케
이와시타 게이스케(일본어: 岩下 敬輔, 1986년 9월 24일 ~ )는 일본의 전 축구 선수이다.

## 구단 경력
그는 2005년부터 2020년까지 J리그의 시미즈 에스펄스, 감바 오사카, 아비스파 후쿠오카, 사간 도스에서 활동하였다.